# Побјеђиска
Побјеђиска (пољ. Pobiedziska) град је у Пољској у Војводству великопољском. По подацима из 2012. године број становника у месту је био 8997.

## Становништво
| 2012. |
| ----- |
| 8.997 |

## Партнерски градови
- Општина Векше

- Званични веб-сајт